# Lee Seong-bok
Lee Seong-Bok (* 4. Juni 1952 in der Gemeinde Sangju der Provinz Nord-Gyeongsang) ist ein südkoreanischer Lyriker.

## Leben
Lee Seong-bok besuchte die Grundschule seines Geburtsortes Sangju und zeigte bereits dort Talent zum Schreiben. 1968 wechselte er an die namhafte Gyeonggi-Oberschule in Seoul, wo ihn sein Koreanisch-Lehrer, der Dichter Kim Won-ho, und die Auseinandersetzung mit der Lyrik Kim Soo-youngs zunehmend für die Poesie begeisterten.
Während seiner Oberschulzeit gab er bereits eine private Anthologie heraus. 1971, nach dem Abschluss der Oberschule, begann Lee Seong-bok das Studium der französischen Literatur an der Seoul National University. Dort trat er im zweiten Studienjahr einer Literaturgruppe bei und knüpfte u. a. Freundschaften mit Hwang Ji-u und Yi In-seong. Während er zwischen 1973 und 1976 das Studium für seinen Wehrdienst bei der Marine unterbrechen musste, beschäftigte er sich systematisch mit bedeutenden Werken der Literatur und beteiligte sich an zahlreichen Literaturwettbewerben für Nachwuchsautoren. Nach seiner Rückkehr an die Universität veranstaltete er mit Hwang Ji-u und anderen eine kombinierte Ausstellung von Bildern und Lyrik.
1977 veröffentlichte Lee Seong-bok auf Empfehlung des damaligen Professors für französische Literatur und einflussreichen Literaturkritikers Kim Hyeon Im geliebten Bordell (정든 유곽에서) und weitere Gedichte in der Vierteljahresschrift "Literatur und Verstand" (문학과지성) des Moonji Publishing Verlages und macht sich so das erste Mal als Dichter einen Namen.
1979 nahm er ein Magisterstudium auf. 1980, in den Wirren des Gwangju-Aufstandes heiratete er Kim Hye-ran. Im selben Jahr wurde das Erscheinen zweier bedeutender Literaturzeitschriften "Literatur und Verstand" und "Literarisches Schaffen und Kritik" (창작과 비평) durch die neue Militärregierung zwangseingestellt. Im Oktober erschien Lee Seong-boks erster Gedichtband Wann erwacht der Stein aus seinem trägen Schlummer (뒹구는 돌은 언제 잠 깨는가), mit dem er 1982 den Kim Soo-young-Literaturpreis gewann. Im selben Jahr schloss er sein Magisterstudium mit einer Arbeit über "Realität und Mysterium bei Baudelaire" ab und trat er eine Stelle als Dozent an der Keimyung University in Daegu an, wo er bis 1998 an der Fakultät für französische Sprache und Literatur unterrichtete. Ein Studienaufenthalt in Frankreich von 1984 bis 1985 ließ ihn seine durch Franz Kafka und Charles Baudelaire inspirierte westliche Ausrichtung überdenken. Nach seiner Rückkehr begann er, sich der Lektüre der ostasiatischen Klassiker zu widmen. 1986 erschien Lee Seong-boks zweiter Gedichtband Namhae Geumsam (남해 금산), dessen Titel sich auf einen gleichnamigen Berg an der Südküste Südkoreas bezieht.
1990 erlangte er mit seiner Dissertation zu Gérard de Nervals poetischem Verständnis basierend auf dem "Buch der Wandlungen" (네르발 시의 易學的 理解) den Doktortitel und wurde er zum Assistenzprofessor berufen. Im selben Jahr veröffentlichte er seinen dritten Gedichtband, Das Ende jenes Sommers (그 여름의 끝) und wurde mit dem Sowol-Literaturpreis für Lyrik ausgezeichnet. 1991 erhielt er durch Mittel der Yonam-Stiftung die Möglichkeit zu einem weiteren einjährigen Studienaufenthalt in Paris, und es begann eine Zeit, in der Lee Seong-bok sich vom Konfuzianismus abwandte und unter dem Einfluss des Taoismus und Buddhismus die westliche Literatur für sich wiederentdeckte. Nach seiner Rückkehr 1992 veröffentlichte er die auf seiner Doktorarbeit beruhenden Studien zur Poetik Nervals und im Jahr darauf seinen vierten Gedichtband Erinnerung an die Stechpalme (호랑가시나무의 기억). 1998 wechselte er an der Keimyung Universität in den Fachbereich für Kreatives Schreiben und übernahm dort eine Professur, die er bis 2012 innehatte. 2003 erschienen in kurzer Folge zwei weitere Ausgaben mit Gedichten, betitelt Ah, Dinge ohne Mund (아, 입이 없는 것들 / auf Dt. veröffentlicht als "Wie anders sind die Nächte") und Wellenförmige Spur auf der Stirn des Mondes (달의 이마에는 물결무늬 자국).
2013 wurde seine inzwischen siebte Gedichtsammlung mit dem Titel Raeyeoaebandara (래여애반다라 / 來如哀反多羅) veröffentlicht. Der Titel ist eine Redewendung aus einem Hyangga-Gedicht der Silla-Epoche und kann in etwa übersetzt werden mit Es war traurig, zu kommen oder Komm und sei betrübt.
Nachdem seinem Eintritt in den Ruhestand im Jahr 2012 verbleibt Lee Seong-bok weiterhin als emeritierter Professor.

## Arbeiten

### Veröffentlichung in koreanischer Sprache (Auszug)
- 뒹구는 돌은 언제 잠 깨는가 (Wann erwacht der Stein aus seinem trägen Schlummer) Moonji Publishing, Seoul 1980, ISBN 978-89-320-0103-6.
- 남해 금산 (Berg Geumsan, Namhae) Moonji Publishing, Seoul 1986, ISBN 978-89-320-0273-6.
- 그 여름의 끝 (Das Ende jenes Sommers) Moonji Publishing, Seoul 1990, ISBN 978-89-320-0442-6, Neuauflage 2023, ISBN 978-89-320-4161-2.
- 호랑가시나무의 기억 (Erinnerung an die Stechpalme) Moonji Publishing, Seoul 1993, ISBN 978-89-320-0630-7.
- 나는 왜 비에 젖은 석류 꽃잎에 대해 아무 말도 못 했는가 (Warum habe ich nichts über die vom Regen durchnässten Granatapfelblüten gesagt?) Munhakdongne, Paju 2001
- 네 고통은 나뭇잎 하나 푸르게 하지 못한다 (Dein Schmerz lässt kein einziges Blatt grün werden) Munhakdongne, Paju 2001
- 아, 입이 없는 것들 (Ah, ihr Dinge ohne Mund) Moonji Publishing, Seoul 2003, ISBN 978-89-320-1426-5.
- 달의 이마에는 물결무늬 자국 (Wellenförmige Spur auf der Stirn des Mondes) Yeollim-won, Seoul 2003, ISBN 978-89-320-2362-5.
- 무한화서 (Offene Blütenstände) Moonji Publishing, Seoul 2015, ISBN 978-89-320-2772-2

### Übersetzungen

#### Deutsch
- Wie anders sind die Nächte. Aus dem Koreanischen von Kang Yeo-Kyu und Uwe Kolbe. Wallstein Verlag, 2011, ISBN 978-3-8353-0868-8.

#### Englisch
- I heard Life Calling Me; poems of Yi Song-Bok. Translated by Hye-Jin Juhn Sidney & George Sidney. Cornell East Asia Programm, 2010, ISBN 978-1933947150
- Ah, Mouthless Things. Translated from the Korean by Eun-Gwi Chung, Myung Mi Kim & Brother Anthony of Taizé. Green Integer, 2017, ISBN 978-1557134400
- Indeterminate Inflorescence - Notes from a poetry class. Translated by Anton Hur. Allen Lane by Penguin Books, 2023, ISBN 978-0241728154

#### Französisch
- Des choses qui viennent après la douleur: Les eaux bleues de Namhae Gumsan. Traduit du coréen par No Mi-Sug et Alain Genétiot. Belin, 2005, ISBN 978-2701142210
- Ah, les choses sans bouche. Traduit du coréen par No Mi-Sug et Alain Genétiot. Circé, 2010, ISBN 978-2-84242-276-9.

## Auszeichnungen
- 2014 – 제11회 이육사시문학상 (11. Yi Yuk-sa Literaturpreis für Lyrik)
- 2007 – 제53회 현대문학상 (53. Preis für zeitgenössische Literatur)
- 2004 –  제12회 대산문학상 (12. Daesan Literaturpreis)
- 1990 – 소월문학상 (4. Sowol Literaturpreis)
- 1982 – 김수영문학상 (2. Kim Soo-young Literaturpreis)